# 渦電流式ディスクブレーキ

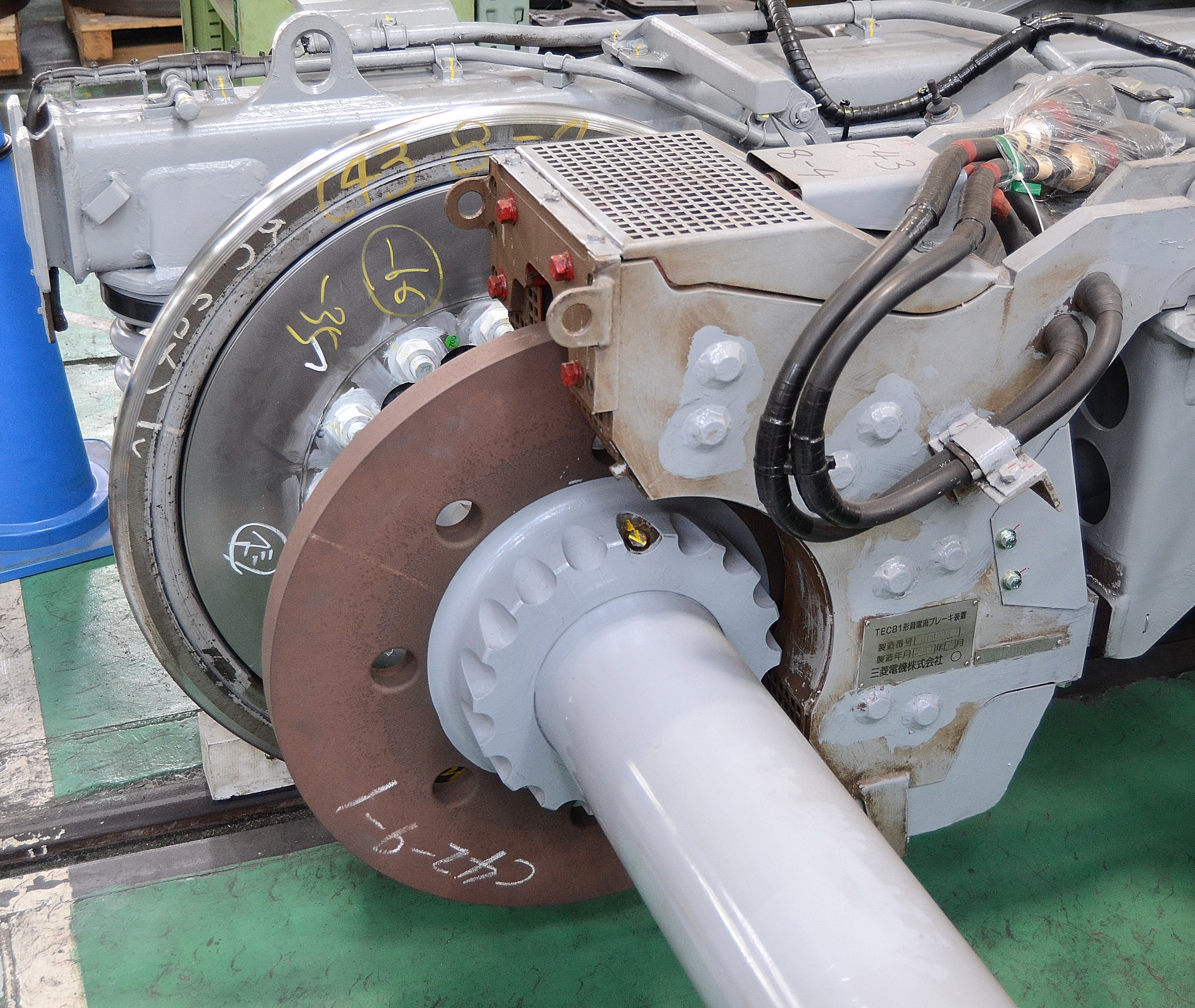
新幹線700系電車の渦電流ブレーキ装置（2014年07月27日撮影）

渦電流式ディスクブレーキ（うずでんりゅうしきディスクブレーキ）とは、主に鉄道車両で使われる電磁ブレーキの一種である。
車軸に取り付けた円盤（ブレーキディスク）を電磁石で挟んだブレーキ装置で、円盤が回転すると、電磁石により円盤の表面に渦電流による磁束が発生して、電磁石の磁力と渦電流の磁束との間で吸引力と反発力が作用することにより、円盤の回転方向とは逆の回転抵抗（ブレーキ力）を発生させる。大型自動車で採用されている電磁式リターダと同様のシステムであり、作動に必要な電力については発電ブレーキまたは電力回生ブレーキで生じた電力を利用する。モーターを搭載しない付随車に採用され、日本の新幹線車両（営業車両）では、東海道新幹線開業以来の0系、及び200系の全電動車構成とは異なる、非電動車を組み込んだ編成とした100系において初採用された。
利点としては、モーター非搭載の車両にも搭載可能で、非接触式のブレーキのためブレーキディスクのような摩耗する部品やブレーキパッドも不要である点、他の電動車の発電ブレーキ・回生ブレーキとの制動力の均衡化がしやすいことなどが挙げられる。
その反面、強力で大型な電磁石を必要とすることから、重量が交流モーター（かご形三相誘導電動機）より重くなるため、車両全体の重量増（特にばね下重量の増加）につながること、そして電力回生できないばかりか逆に電力を消費するため省エネルギー性に難があるという問題がある。そのため、JR東日本で、1990年に製造された200系H編成では、16両編成のうち二階建ての付随車を2両組み込んでいるが、ディスクブレーキを車軸に2枚設置して制動力負担を分散させ、高速域から機械式ブレーキのみで減速する方法がとられている。1994年（平成6年）に製造したE1系以降の新幹線車両においては、電動車の電力回生ブレーキに遅れ込め制御を追加し、回生ブレーキの負担率を上げることによりブレーキ力を確保しているため、付随車に渦電流式ディスクブレーキを搭載していない。
なお、東海道・山陽新幹線用に開発されたN700系の先行試作車（Z0編成）にも、完成前の計画では、両先頭車（制御車）に搭載される予定であったが、電力回生ブレーキの性能向上と電動車の比率の増加によって必要なブレーキ力を電動車の回生ブレーキのみで確保できること、また、車体傾斜を車両単位で精密に行うため、位置検出のずれの原因となる車輪空転を完全に抑える必要があることから、仮に装着しても緊急制動時以外は使用できないため、実際には搭載されなかった。
鉄道のブレーキで、同じく渦電流の作用を利用するものとして渦電流式レールブレーキがある。渦電流式ディスクブレーキが車軸に備えたディスクに渦電流を発生させているのに対し、渦電流式レールブレーキではレールに渦電流を発生させるという点が異なっている。